# Igor Chzhan
Igor Chzhan (Taldykorgan, 2 de outubro de 1999) é um ciclista cazaque que corre para a equipa de seu país Astana Qazaqstan Team de categoria UCI WorldTeam.

## Biografia
Para a temporada de 2022 assinou com a equipa ciclista de Almaty , o Almaty Cycling Team. Ao começo da temporada, ganhou o Grande Prêmio Velo Alanya em Turquia . Em março converteu-se em campeão asiático de estrada e campeão asiático de contrarrelógio por equipas. Em agosto entrou na equipa UCI WorldTeam Astana Qazaqstan Team como stagiaire (aprendiz). Finalmente foi contratado para as próximas duas temporadas como parte de sua modelo.

## Palmarés
- 2018
  - 2.º no Campeonato do Cazaquistão Contrarrelógio

- 2019
  - 1 etapa do Tour do Irão-Azerbaijão

- 2022
  - Grande Prêmio Velo Alanya
  - Campeonato Asiático em Estrada 
  - 2.º no Campeonato do Cazaquistão Contrarrelógio

## Equipas
- Astana City (08.2018-07.2019)
- Veio - Astana Motors (08.2019-2021)
- Almaty Cycling Team (01.2022-07.2022)
- Astana (stagiaire) (08.2022-12.2022)
- Astana Qazaqstan Team (2023-)